# Elmer City
Elmer City és una població dels Estats Units a l'estat de Washington. Segons el cens del 2000 tenia 267 habitants.

## Demografia
Segons el cens del 2000, Elmer City tenia 267 habitants, 110 habitatges, i 70 famílies. La densitat de població era de 490,9 habitants per km².
Dels 110 habitatges en un 23,6% hi vivien nens de menys de 18 anys, en un 47,3% hi vivien parelles casades, en un 13,6% dones solteres, i en un 35,5% no eren unitats familiars. En el 33,6% dels habitatges hi vivien persones soles el 10% de les quals corresponia a persones de 65 anys o més que vivien soles. El nombre mitjà de persones vivint en cada habitatge era de 2,43 i el nombre mitjà de persones que vivien en cada família era de 3,06.
Per edats la població es repartia de la següent manera: un 25,8% tenia menys de 18 anys, un 5,2% entre 18 i 24, un 23,2% entre 25 i 44, un 30,7% de 45 a 60 i un 15% 65 anys o més.
L'edat mediana era de 43 anys. Per cada 100 dones de 18 o més anys hi havia 98 homes.
La renda mediana per habitatge era de 32.500 $ i la renda mediana per família de 38.000 $. Els homes tenien una renda mediana de 40.000 $ mentre que les dones 23.438 $. La renda per capita de la població era de 16.366 $. Aproximadament l'11,4% de les famílies i el 18,6% de la població estaven per davall del llindar de pobresa.

## Poblacions més properes
El següent diagrama mostra les poblacions més properes.